# Argos de Tessàlia
Argos de Tessàlia o també Argos Pelàsgica (en grec antic Ἄργος Πελασγικόν) que era el nom utilitzat per Homer al "Catàleg de les naus" a la Ilíada, s'ha considerat que designava una ciutat al territori de Tessàlia, una de les ciutats que governava Aquil·les.
Hi havia diverses interpretacions sobre el significat del topònim. Alguns autors consideraven que Homer es referia a la ciutat de Larisa, i altres a una ciutat molt propera que portava aquest nom. Estrabó diu que era un nom que s'aplicava a la plana de Tessàlia, i es deia que el rei Abant, fill de Linceu, hi havia fundat una ciutat, una colònia establerta amb habitants portats d'Argos. William Smith diu que Argos Pelàsgica es referia a tot el territori de Tessàlia en el seu sentit més ampli.